# Mangmühle (Weil)
Mangmühle (auch Wölzenmühl genannt) ist ein Ortsteil der Gemeinde Weil im oberbayerischen Landkreis Landsberg am Lech.

## Lage
Die Einöde liegt circa vier Kilometer nördlich von Weil am Verlorenen Bach, in seinem Unterlauf Friedberger Ach genannt. In diesen mündet im Ort der von Süden kommende Loosbach.

## Geschichte
Mangmühle wird erstmals 1055 im Breviarium Gotscalchi des Klosters Benediktbeuern genannt. Der Ort gehörte dem Kloster bis zur Säkularisation im Jahr 1802.
Mit den Gemeindeedikten Anfang des 19. Jahrhunderts kam Mangmühle zur Gemeinde Beuerbach, die 1972 im Zuge der Gebietsreform nach Weil eingemeindet wurde.

## Sehenswürdigkeiten
In der Liste der Baudenkmäler in Mangmühle ist eine Hofkapelle genannt.